# Aleksandr Loeria
Aleksandr Romanovitsj Loeria of Luria (Russisch: Александр Романович Лурия) (Kazan, 16 juli 1902 - Moskou, 14 augustus 1977) was een Russisch neuropsycholoog.
Loeria werd geboren in Kazan, een van de grootste steden van Rusland. Hij begon zijn studie aan de universiteit van zijn geboortestad toen hij 16 jaar was en studeerde op zijn 19e af. Tijdens zijn studie richtte hij de Kazanse Psychoanalytische Vereniging op en correspondeerde hij met Sigmund Freud.
In 1923 leverde zijn werk over reactietijden, gerelateerd aan gedachtenprocessen, hem een baan op aan het Instituut voor Psychologie in Moskou. Daar ontwikkelde hij de "gecombineerde-motormethode" die hielp om gedachtenprocessen te diagnosticeren. Hoewel hij in 1932 publiceerde over dit onderzoek, werden deze werken in de Sovjet-Unie verboden. Ze werden pas in 2002 in Rusland gepubliceerd.
In 1924 ontmoette Loeria de taalkundige Lev Vygotski, die hem zeer zou beïnvloeden. Samen met Aleksej Leontjev begonnen ze een nieuw type psychologie te ontwikkelen. Hun benadering, "culturele", "historische", en "instrumentele" psychologie genoemd, onderzoekt psychische processen, met een grote nadruk op taal.
Loeria's belangrijkste werk begon in de jaren dertig, toen hij Centraal-Azië bezocht en verschillende psychische processen onderzocht (waaronder waarneming, probleemoplossing en geheugen). Hij bestudeerde ook eeneiige en twee-eiige tweelingen op kostscholen om verschillende factoren vast te stellen. Eind jaren dertig ging Loeria geneeskunde studeren (deels om de Grote Zuivering te ontlopen die Jozef Stalin had ingezet). Hij specialiseerde zich in het onderzoek naar afasie, gericht op de relatie tussen taal en denken, een gebied waarop hij al eerder actief was geweest. Uiteindelijk ontwikkelde hij een therapie voor afasie.
Tijdens de Tweede Wereldoorlog was Loeria zeer waardevol voor de Sovjets wegens zijn grote kennis op het gebied van denkprocessen. Terwijl hij voor de overheid werkte, kon hij grote aantallen mensen met hersenletsel onderzoeken. Zo ontwikkelde hij een symbiotische relatie.
Na de oorlog zette Loeria zijn werk voort als voorheen. Hij werd enige tijd verwijderd van het Instituut voor Psychologie als gevolg van een opleving van antisemitisme. Hij bestudeerde kinderen met een verstandelijke beperking. Eind jaren vijftig mocht Loeria terugkeren in zijn oude functie, waar hij bleef tot zijn dood door hartfalen in 1977.
Loeria heeft een belangrijke theoretische bijdrage geleverd aan de neuropsychologie in zijn boek The Working Brain. Hierin beschrijft hij zijn theorie van drie belangrijke functionele systemen die in de hersenen werkzaam zijn:
- een activatiesysteem
- een systeem voor ontvangst en verwerking van informatie uit de buitenwereld
- een systeem voor programmering, controle en verificatie van handelingen.

Loeria meende dat de informatiestromen in de hersenen altijd verliepen volgens een bepaalde volgorde en hiërarchie: van elementair naar complex, maar ook van complex naar elementair.
Zijn twee belangrijkste casestudies beschrijven "S" (Solomon Sjeresjevski), een man met een schijnbaar onbeperkt maar eigenaardig geheugen, naar wie hij zon dertig jaar lang onderzoek deed (publicatie in 1968), en een man met een traumatische hersenbeschadiging, genaamd Zasetsky (publicatie in 1972). Deze casestudies illustreren Loeria's belangrijkste methoden van het combineren van klassieke en genezende aanpak, die de basis vormen van de laat-20e-eeuwse cognitiewetenschap.
Loeria hielp bij het oprichten van de Faculteit Psychologie van de Moskouse Staatsuniversiteit en was er een van de belangrijkste hoogleraren. Zijn werk wordt vaak en positief vermeld in de populaire boeken van Oliver Sacks over neurologische stoornissen, wat tot een verdere waardering van Loeria's werk heeft geleid. In 1968 ontving Loeria een eredoctoraat van de Katholieke Universiteit Nijmegen.

## Publicaties (selectie)
- The working brain. Penguin Press, London, 1973.
- met Jerome Bruner: The Mind of a Mnemonist: A Little Book About A Vast Memory, Harvard University Press, Cambridge (MA), 1987. ISBN 0-674-57622-5
- met Lynn Solotaroff: The Man with a Shattered World: The History of a Brain Wound, Harvard University Press, Cambridge (MA), 1987. ISBN 0-674-54625-3